# Wenn ein Mensch lebt
Wenn ein Mensch lebt ist ein Lied der Rockband Puhdys aus dem Jahr 1973. Es wurde durch den DEFA-Film Die Legende von Paul und Paula bekannt.

## Geschichte
Die damals noch wenig bekannte Ost-Berliner Band Puhdys wurde von dem Filmkomponisten Peter Gotthardt eingeladen, die Musik zu dem Film Die Legende von Paul und Paula nach einem Drehbuch von Ulrich Plenzdorf zu spielen. Die Liedtexte hatte ebenfalls Plenzdorf verfasst. Für die Komposition war Peter Gotthardt verantwortlich. Neben Wenn ein Mensch lebt gehören Zeiten und Weiten und Geh zu ihr zu den Puhdys-Stücken im Film.
Der Titel wurde in der folgenden Besetzung eingespielt: Dieter Birr (Gesang, Gitarre), Dieter Hertrampf (Gitarre, Hintergrundgesang), Harry Jeske (E-Bass), Gunther Wosylus (Schlagzeug) und Peter Meyer (Keyboard).
Der Film war mit rund drei Millionen Zuschauern ein großer Erfolg. Er machte auch die Puhdys bekannt, die anschließend zur kommerziell erfolgreichsten Rockband der DDR wurden. Wenn ein Mensch lebt ist das neunte Stück auf ihrer ersten Langspielplatte, Die Puhdys. Eine Puhdys-LP mit dem Lied erschien 1976 als Puhdys 1 bei Hansa in der Bundesrepublik Deutschland.
1999 spielten die Puhdys den Song in zwei Versionen neu ein: als Radio Edit I mit 3:19 Minuten Dauer und als 3:26 Minuten langen Radio Edit II.

## Beschreibung
Das Stück ist in der Originalversion 3:25 Minuten lang. Es beginnt mit einfachen Basslinien des Klaviers, die den Basslinien in Kanon und Gigue in D-Dur von Johann Pachelbel entsprechen. Noch mehr ähnelt das Lied dem 1966 erschienenen Song Spicks and Specks der Bee Gees, der ebenfalls auf Pachelbels Kanon fußt, in dem aber wie in Wenn ein Mensch lebt jeder Basston doppelt gespielt wird. Der Sänger singt kraftvoll. Das Bassmotiv zieht sich wie in den Vorbildern ostinat durch das gesamte Stück. Schlagzeug, Gitarre und E-Bass setzen im Verlauf des Liedes ein. Zwei Textzeilen werden in halbem Tempo gesungen, das Bassschema wird jedoch beibehalten.
Wie in Geh zu ihr wird auf einen Bibeltext Bezug genommen. Der Text basiert wie das Lied Turn! Turn! Turn! auf dem Buch Kohelet, das vor allem Weisheitssprüche und Ratschläge zur Lebensführung enthält, Kapitel 3, Verse 1 bis 8, aus der Lutherbibel (vergleiche Koh 3,1–8 ). Teile des Kapitels, die nicht im Lied behandelt werden – etwa das Umarmen und Loslassen –, werden im Film thematisiert. Im Lied wird außerdem eine schlafende Freundin besungen. Dies bezieht sich auf das alttestamentliche Hohe Lied.
Das Stück Wenn ein Mensch lebt leitet den Film ein, der dazu ähnlich einer Ouvertüre verschiedene Sequenzen passend zu den Strophen der Musik zeigt.

## Weitere Versionen
Die Sänger Clueso, Matthias Reim, Heinz Rudolf Kunze, die Sängerin Jasmin Tabatabai und die Band Die Lokalmatadore nahmen das Stück ebenfalls auf.

## Ausgaben (ohne Kompilationen)

### Singles
- 1999: Wenn ein Mensch lebt / Geh zu ihr (Maxi-CD, BMG)

### Alben
- 1974: Die Puhdys (Amiga)
- 1976: Puhdys 1 (Hansa)
- 2013: Unendlich – Deluxe-Version (Version von Matthias Reim; EMI)